# Épidémie de variole du singe de 2003 dans le Midwest
L'épidémie de variole du singe de 2003 aux États-Unis est la première à se produire hors d'Afrique (chez les humains). Elle se déroule de mai à juillet 2003 dans six États du Midwest, avec 71 cas humains, surtout dans le Wisconsin, l'Indiana et l'Illinois.

Les États du Midwest.

Tous les cas ont eu un contact direct avec des chiens de prairie infectés, vendus et utilisés comme nouveaux animaux de compagnie. L'enquête épidémiologique a pu retracer l'origine et le développement de l'épidémie : les chiens de prairie ont été infectés chez le distributeur local par des rongeurs africains. Ceux-ci venaient d'un   importateur d'animaux exotiques du Texas qui avait reçu une cargaison de petits mammifères provenant du Ghana.
Aucun décès n'est survenu chez les cas humains, et aucune transmission interhumaine n'a été démontrée lors de cette épidémie. La maladie était similaire à celle existant en Afrique. Le diagnostic virologique a pu être confirmé par les biotechnologies les plus performantes pour démontrer le lien causal entre rongeurs africains, chiens de prairie et cas humains.
Cette épidémie pose le problème des risques sanitaires du commerce mondial des animaux sauvages.

## Déroulement

### Début

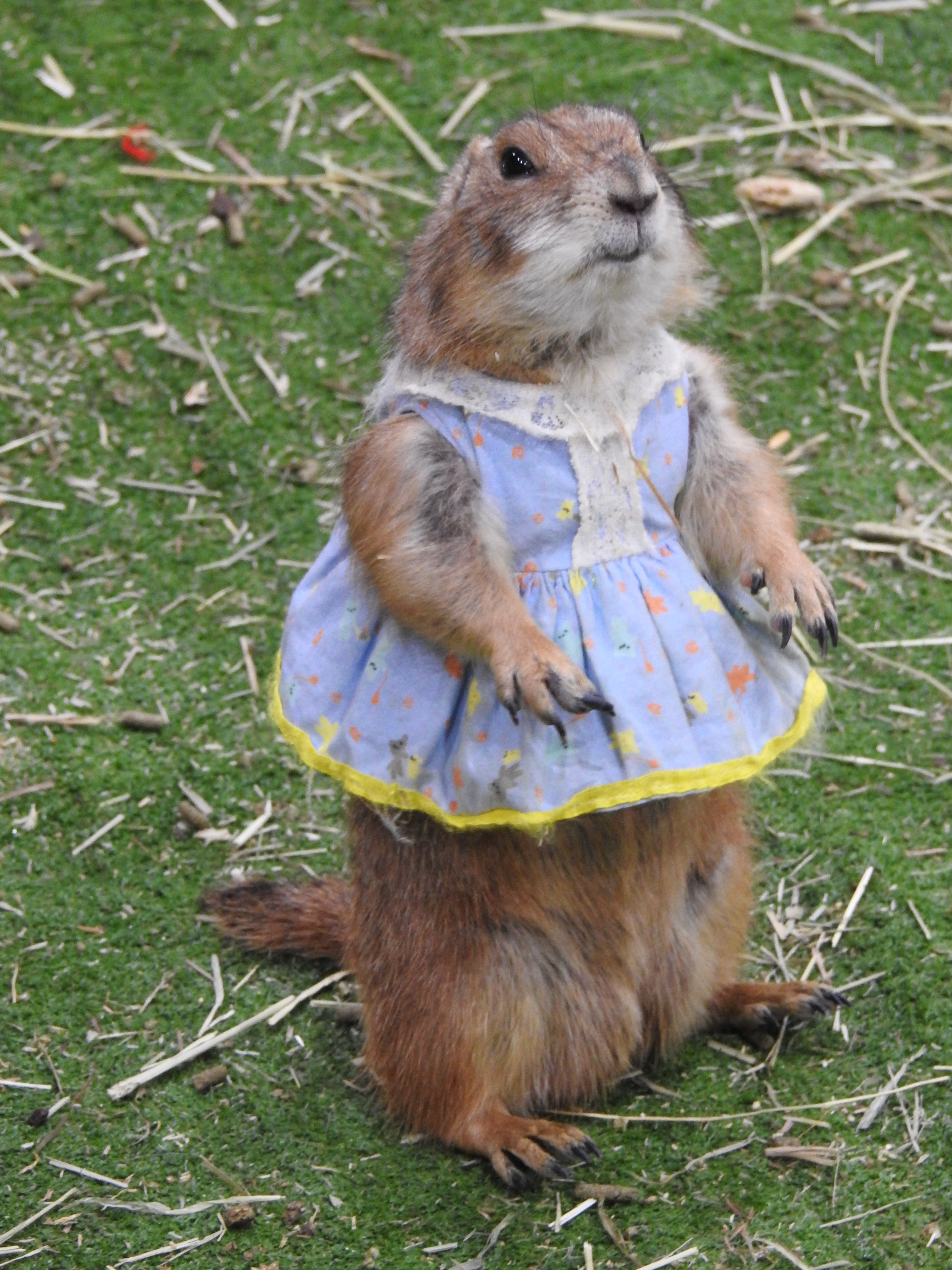
Chien de prairie comme nouvel animal de compagnie.

Le 24 mai 2003, le service de santé publique du Wisconsin reçoit le signalement d'un cas inhabituel : une fillette de trois ans hospitalisée pour fièvre et cellulite après avoir été mordue par un chien de prairie le 13 mai. L'animal meurt le 20 mai avec infection oculaire, adénopathies et lésions cutanées à type de papules. La culture bactérienne révèle un bacille gram négatif, ce qui fait envisager une suspicion de peste ou de tularémie, mais identifié finalement comme une actinobactérie contaminant le milieu de culture. Ce cas reste isolé jusqu'au 2 juin.
Le 2 juin, un nouveau signalement a lieu : une personne travaillant dans la distribution d'animaux exotiques, mordue et griffée par un chien de prairie, a été hospitalisée le 31 mai pour les mêmes troubles. Cette personne avait vendu deux chiens de prairie à la famille de la fillette précédente lors d'un marché aux puces. Cette fois-ci l'utilisation du microscope électronique révèle la présence d'un orthopoxvirus.
3 autres cas apparaissent, tous clients de ce même distributeur qui avait vendu 39 chiens de prairie, à partir d'un distributeur intermédiaire situé dans l'Illinois. L'enquête remonte jusqu'à l'importateur situé au Texas, qui avait reçu une cargaison de 800 petits mammifères provenant du Ghana, de 9 espèces différentes réparties en 6 genres de rongeurs.
Ces animaux, partis d'Afrique de l'ouest, n'avaient subi aucune quarantaine avant leur départ. Arrivés aux États-Unis, ils ont été placés en animalerie chez les distributeurs, avec des chiens de prairies dont plusieurs sont tombés malades.

### Identification et premières mesures
Le 9 juin, l'examen par PCR réalisé par les CDC révèle la présence d'un ADN de virus monkeypox (mpox) chez les patients et chez les chiens de prairie malades. Le séquençage génétique indique l'appartenance du monkeypox au clade d'Afrique de l'Ouest.

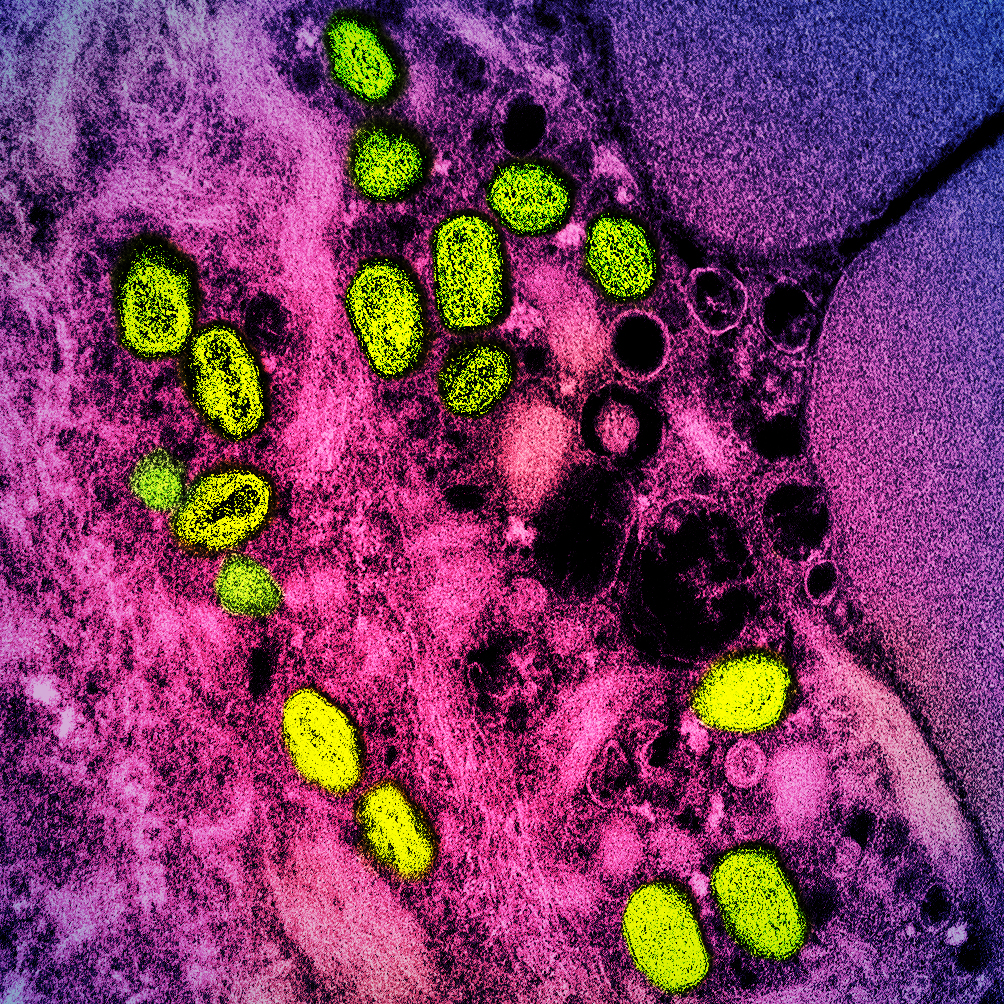
Particules virales de mpox (en vert) infectant une cellule (en rose pourpre), vues au microscopie électronique en transmission colorisée.

Chez les rongeurs africains, sur les animaux testés, deux rats de Gambie, neuf souris de la famille des Gliridés, et 3 athérures étaient infectés par le virus mpox .
On compte alors 11 cas humains (5 hommes et 6 femmes) âgés de 3 à 43 ans, contaminés par contact direct avec un chien de prairie infecté. Ce qui distingue de la situation africaine où ce sont les enfants qui sont le plus souvent touchés. En revanche, les troubles cliniques (syndrome grippal, adénopathies, lésions cutanées…) sont similaires ou moins sévères, par rapport à ceux observés en Afrique,.
Les autorités sanitaires recommandent l'isolement des patients à domicile ou à l'hôpital ; la recherche et la surveillance des cas contacts avec les cas humains et animaux ; l'information et la protection pour les personnels de santé. Ces recommandations s'appliquent aux propriétaires de rongeurs sauvages et à ceux qui en font commerce. Les animaux malades sont euthanasiés, et ceux en contact sans symptômes mis en quarantaine.
La vaccination antivariolique est proposée aux personnes cas contacts dans un but prophylactique : 30 sont vaccinées du 13 juin au 8 juillet 2023. Près d'un tiers des patients infectés étaient déjà vaccinés avant 1972 (arrêt de la vaccination antivariolique aux États-Unis).

## Bilan
Au 8 juillet 2003, les cas humains se répartissent dans six États du midwest :  Wisconsin (39 cas), Indiana (16), Illinois (12), Kansas (1), Missouri (2), et Ohio (1), soit 71 cas, dont environ 26 % a été hospitalisé.
Au 30 juillet 2003, l'épidémie compte 72 cas suspects ou confirmés, avec un pic survenu entre le 29 mai et le 9 juin, avec absence de nouveaux cas à partir du 22 juin, pour la même période, d'autres sources donnent 81 cas ou 82 cas. Ces différences s'expliquent par le fait que sur les cas signalés au 18 juin 2003, plusieurs cas ont été exclus sur la base de nouveaux critères ( par exemple : un autre diagnostic explique complètement la maladie, cas avec PCR négative…).
Les animaux malades ont présenté des sécrétions oculaires et nasales très abondantes, source principale de contamination entre animaux, et de l'animal à l'homme,.
Les personnes atteintes sont des propriétaires de chien de prairie, des employés de la boutique d'achat, et des vétérinaires. L'incubation a été estimée à 14-15 jours en moyenne. Tous les sujets ont présenté une éruption de type variole, mais atténuée, et moins fréquemment un syndrome grippal, une angine, et des adénopathies.

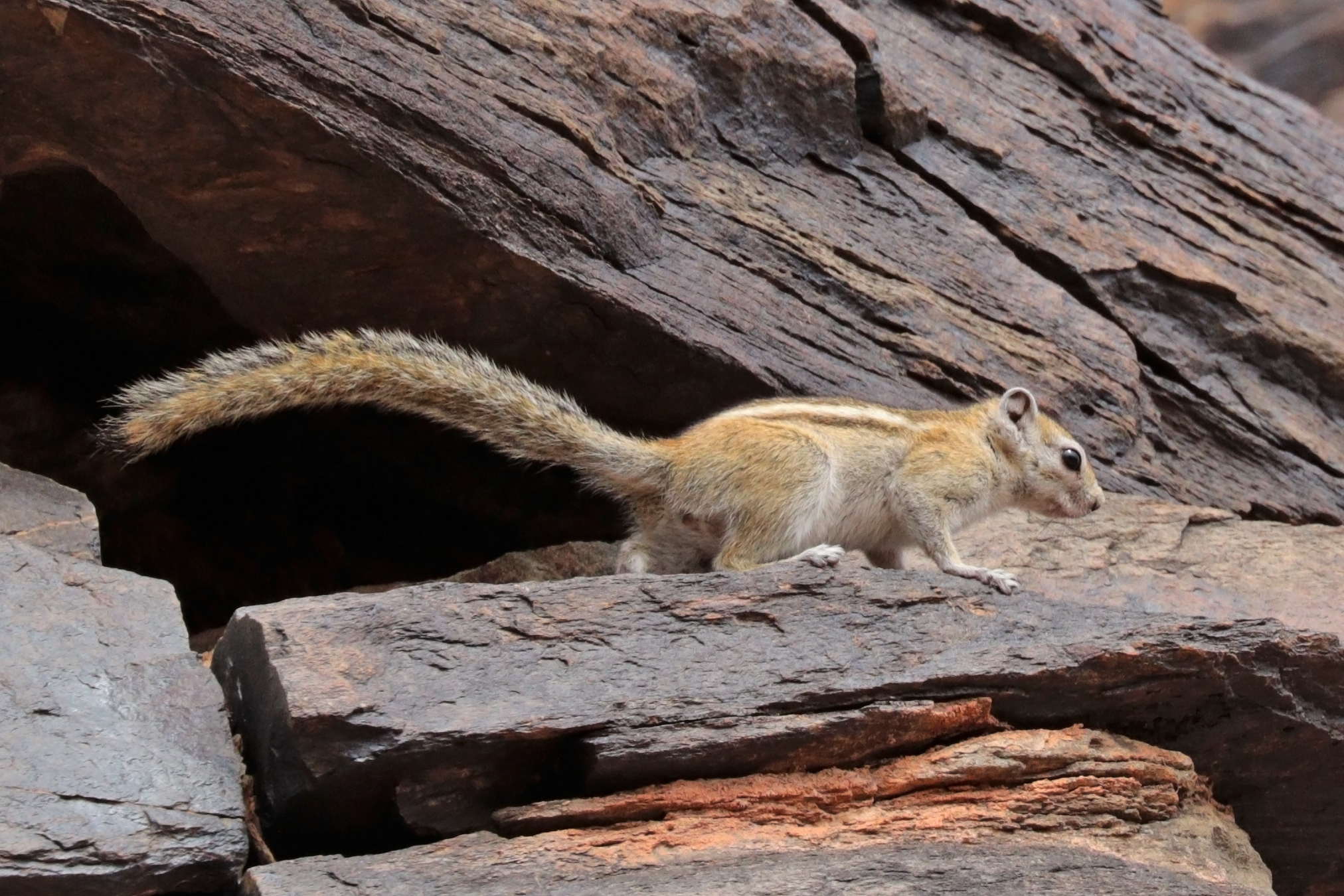
Un écureuil arboricole africain : Funisciurus congicus.

Il n'y a eu aucun décès, et pas de transmission interhumaine (quoiqu'une transmission intra-familiale limitée ne peut être exclue). La relative bénignité de l'affection parait être liée au fait que le virus appartenait au clade de l'Afrique de l'ouest, le moins virulent.
Il semble que ni l'âge, ni le statut vaccinal n'ont eu d'effet significatif sur la maladie. En revanche la transmission invasive (morsure par exemple) entraine des cas plus sévères que la transmission non-invasive (proximité ou simple contact, comme le nettoyage de cage ou la manipulation de litière),.
Le 11 juin 2003, les autorités fédérales représentées par les CDC et la FDA interdisent l'importation de tous les rongeurs africains, aussi bien que la vente, la distribution, le transport et la libération dans l'environnement des chiens de prairie et de six types de rongeurs africains : écureuils (Funisciurus et Heliosciurus), porc-épic à queue en brosse, souris rayée, rat de Gambie, souris de la famille des gliridés,.
Le but est d'éviter que le virus mpox s'installe dans la population américaine de rongeurs sauvages en établissant des foyers enzootiques. Depuis la FDA a levé partiellement l'interdiction sur les chiens de prairie et les rongeurs africains domestiqués, mais au 10 novembre 2022 le CDC maintient son interdiction d'importation de tous les rongeurs africains.

## Commentaires
Pour un article plus général, voir Maladie infectieuse émergente.
Selon Claude Chastel, la réaction rapide des autorités sanitaires américaines et les moyens sophistiqués mis en œuvre dès le début de l'épidémie (enquêtes épidémiologiques et biotechnologies de pointe)  est le résultat du « climat de panique » instauré aux États-Unis après les attentats du 11 septembre 2001. La réaction à cette épidémie (relativement bénigne et de faible ampleur) a bénéficié d'une préparation à d'éventuels actes de bioterrorisme utilisant le virus de la variole.

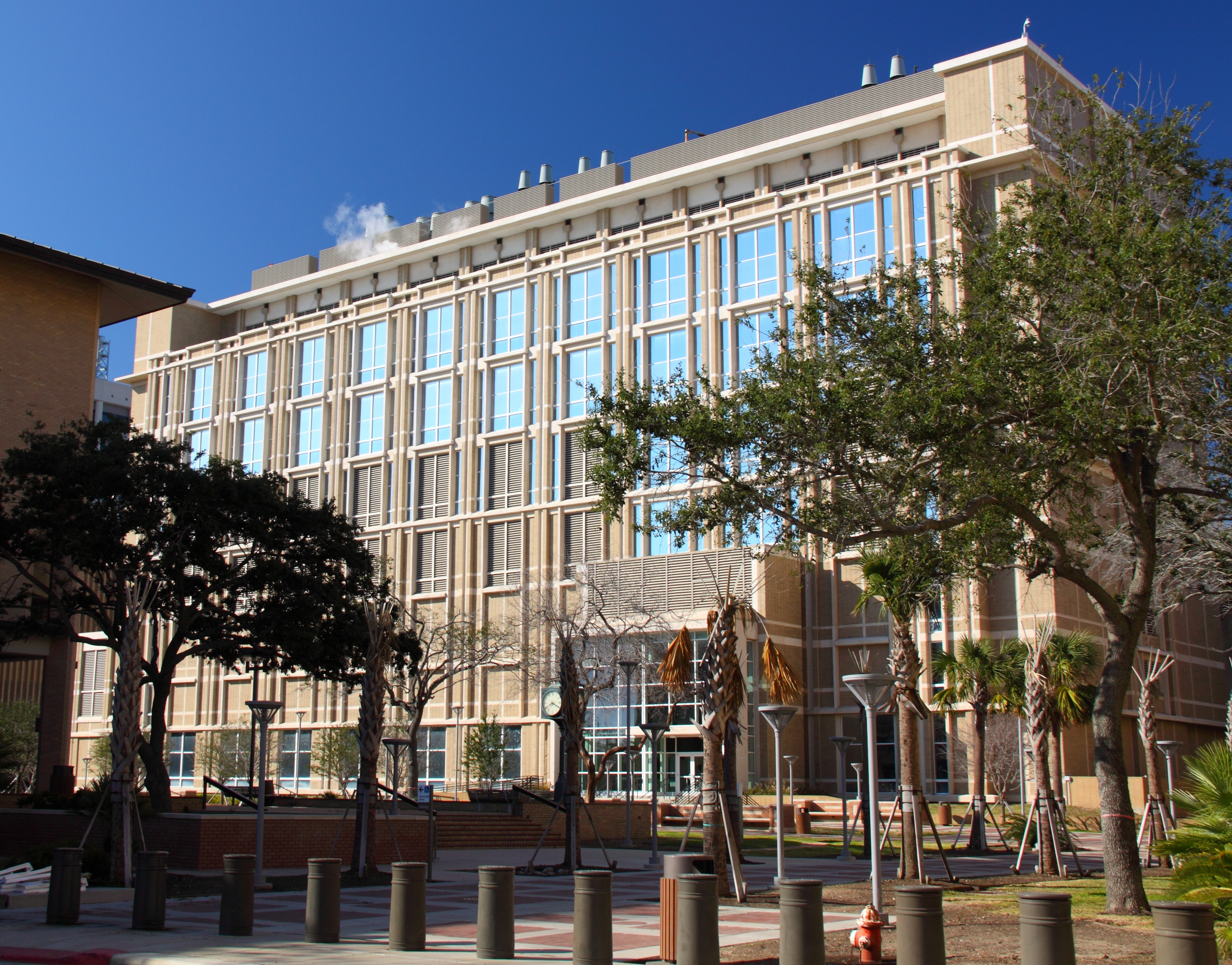
Le laboratoire P4 national de Galveston sur le campus de l'Université du Texas Medical Branch, en 2009.

D'autre part, le fait que les animaux infectés provenaient du Ghana, pays où le virus mpox n'avait jamais été signalé, suggère aussi que les cas de variole du singe sont sous-détectés en Afrique, et qu'il existe des niches écologiques où le virus circule à bas bruit, non détecté, chez des hôtes animaux sauvages. Dans ces pays, des modifications écologiques ou épidémiologiques pourraient favoriser l'émergence du virus chez les rongeurs péridomestiques et mener à une transmission vers l'humain.
Des auteurs soulignent que le commerce mondial des nouveaux animaux de compagnie est estimé à 6 milliards $ US. Ce commerce appauvrit la biodiversité avec de nouveaux risques infectieux, en mêlant la vie sauvage à des zones de forte densité humaine (population non immunisée).
Des expériences d'inoculation du virus mpox à des animaux de laboratoire montrent que le virus mpox est susceptible d'infecter de nombreuses espèces autres que les espèces africaines. Selon Chastel, de telles recherches présentent un risque d'accident de laboratoire, notamment lorsqu'elles sont faites par le laboratoire P4 de Galveston (Texas) situé sur le trajet des cyclones atlantiques. D'autres mettent en avant, pour le même risque, l'action néfaste des animalistes extrémistes, comme celle du Front de libération des animaux, qui consiste à libérer dans la nature les animaux de laboratoire.
Le contrôle des épidémies de mpox nécessite une meilleure surveillance épidémiologique des populations humaines et animales à l'échelle mondiale, et pas seulement dans les pays développés. Les efforts de recherche et de prévention devraient être réalisés dans le contexte d'une santé One Health et s'accompagner d'un partage des informations (communauté scientifique, responsables de santé publique, professionnels de santé et grand public).